# 山口団地駅
山口団地駅（やまぐちだんちえき）は、岩手県宮古市山口三丁目にある三陸鉄道リアス線の駅である。
駅の愛称は「黒森の鼓動」。駅近くにある、源義経が滞在したとされる黒森神社の名前に由来する。

## 歴史
- 2010年（平成22年）
  - 9月16日：愛称が「黒森の鼓動」に決定[2][3]。
  - 10月16日：三陸鉄道北リアス線の駅として開業（三陸鉄道では25年ぶりとなる新駅）[1]。
- 2011年（平成23年）
  - 3月11日：東日本大震災により北リアス線が全線不通。
  - 3月20日：宮古駅 - 田老駅間の運行再開に伴い営業を再開。

## 駅構造
単式ホーム1面1線の地上駅である。長根トンネルと第一山口トンネルに挟まれた位置に立地している。
駅舎はなく、ホーム上に屋根付きの待合スペースがあるのみである。
公道からは画像の奥に写る3階建ての鉄筋住宅（市営団地）の敷地内を通過して駅ホームに入ることになる。

## 利用状況
「宮古市の統計」によると、2021年度（令和3年度）の1日平均乗車人員は11人である。
2012年度（平成24年度）以降の推移は下記のとおりである。
| 乗車人員推移       | 乗車人員推移     | 乗車人員推移 |
| 年度               | 1日平均 乗車人員 | 出典         |
| ------------------ | ---------------- | ------------ |
| 2012年（平成24年） | 7                | [ 統計 2 ]   |
| 2013年（平成25年） | 9                | [ 統計 2 ]   |
| 2014年（平成26年） | 5                | [ 統計 2 ]   |
| 2015年（平成27年） | 6                | [ 統計 2 ]   |
| 2016年（平成28年） | 4                | [ 統計 3 ]   |
| 2017年（平成29年） | 7                | [ 統計 3 ]   |
| 2018年（平成30年） | 7                | [ 統計 3 ]   |
| 2019年（令和元年） | 13               | [ 統計 3 ]   |
| 2020年（令和02年） | 11               | [ 統計 1 ]   |
| 2021年（令和03年） | 11               | [ 統計 1 ]   |

## 駅周辺
山口団地にあるため、周辺は住宅地となっている。駅北側にはもみじが丘公園があり、住宅地内にはバス停留所もある。郵便局は駅から東へ少し離れた所を流れる山口川の対岸を通る岩手県道40号線沿いにある。宮園団地は当駅から北へ約2.5 km離れた所にあり、その周辺は山間部となっている。
- 宮古市営山口団地住宅
- 宮古田の神郵便局
- 慈眼寺
- 岩手県北バス「山口団地」停留所
- 三陸沿岸道路 宮古北インターチェンジ
- 岩手県道40号宮古岩泉線
- 山口川

## 隣の駅
三陸鉄道
■リアス線
宮古駅 - 山口団地駅 - 一の渡駅